# The Hound of the Baskervilles (1939)
The Hound of the Baskervilles is een Amerikaanse misdaad/detectivefilm uit 1939, gebaseerd op het gelijknamige verhaal van Arthur Conan Doyle. Het is een van de bekendste verfilmingen van dit verhaal. De film werd geregisseerd door Sidney Lanfield.
Het was de eerste van in totaal 14 films met Basil Rathbone als Sherlock Holmes, en Nigel Bruce als Dr. Watson.

## Verhaal
Sherlock Holmes en Dr. John Watson krijgen bezoek van Dr. James Mortimer, die met hen wil spreken voor hij langsgaat bij Sir Henry Baskerville, de laatste van de familie Baskerville en enige erfgenaam van het familiefortuin. Mortimer wil Henry niet graag naar Baskerville Hall, het landgoed van zijn familie, brengen daar volgens hem een demonische hond alle Baskervilles die zich daar vertonen ombrengt. Deze hond zou het gevolg zijn van een vloek die op de familie rust, ontstaan door de wandaden van Sir Hugo Baskerville. Holmes gelooft niets van dit verhaal, maar Mortimer vertelt dat recentelijk zijn vriend Sir Charles Baskerville, Sir Henry's oom, slachtoffer is geworden van de hond. Charles werd dood gevonden, met een angstige uitdrukking op zijn gezicht en met hondensporen naast zijn lichaam.
Holmes stuurt Watson naar Baskerville Hall, samen met de net gearriveerde Sir Henry. Zelf kan hij volgens eigen zeggen niet gaan daar hij te druk is met andere zaken. In Baskerville Hall wordt Sir Henry al snel verliefd op Beryl Stapleton, de zus van zijn buurman, John Stapleton. Ondertussen maakt een ontsnapte gevangene het gebied rond Baskerville Hall onveilig.
Holmes komt uiteindelijk toch zelf naar Baskerville Hall, en onthult dat hij in het geheim de omgeving al heeft afgezocht. Samen met Watson en Sir Henry woont hij een seance bij, waarin Mrs. Mortimer probeert de geest van Sir Charles op te roepen om zo antwoord te krijgen op de vraag hoe hij is gestorven. Het enige antwoord is een gehuil dat uit het landgoed achter het huis lijkt te komen.
Holmes ontdekt uiteindelijk dat John Stapleton zelf een lid is van de familie Baskerville, van wie niemand het bestaan wist. Als Sir Henry sterft zal hij het fortuin erven. Hij zit achter de aanval van de hond op Sir Charles. Hij heeft deze hond persoonlijk getraind om mensen aan te vallen, en geeft hem zijn demonische uiterlijk met behulp van een verf op basis van fosfor. Holmes en Watson leggen een hinderlaag en schieten de hond dood. Stapleton vlucht, en wat er nadien met hem gebeurt is niet duidelijk. Holmes beweert alleen dat hij niet ver zal komen.

## Cast
| Acteur         | Personage             |
| -------------- | --------------------- |
| Richard Greene | Sir Henry Baskerville |
| Basil Rathbone | Sherlock Holmes       |
| Nigel Bruce    | John H. Watson        |
| Wendy Barrie   | Beryl Stapleton       |
| Lionel Atwill  | Dr. James Mortimer    |
| John Carradine | Barryman              |
| Morton Lowry   | John Stapleton        |
| Mary Gordon    | Mrs. Hudson           |

## Achtergrond
De film wijkt op een aantal punten af van het boek. Zo heet de Butler van de Baskervilles in de film Barryman in plaats van Barrymore. Dit omdat toen de film uitkwam de bekende familie Barrymore nog altijd in films optrad. Ook de seance komt in het boek niet voor.
De film werd na zijn oorspronkelijke vertoning een tijdje uit circulatie gehaald, met name vanwege de remake uit 1959 door Hammer Film Productions. In 1975 werd de film echter hersteld en weer in de bioscopen uitgebracht.